# Rånet mot Gotabanken 1990
Rånet mot Gotabanken 1990 eller 930-miljonerskuppen som den också kallas, är det bankrån som genomfördes mot Gotabanken på Oxtorgsgatan i Stockholm den 5 november 1990 där rånarna kom över ett rekordstort byte på ca 890 miljoner svenska kronor i statsobligationer. Det är det största rånbytet i svensk kriminalhistoria. Dessa värdepapper blev dock spärrade innan rånarna hann få ut några pengar.[källa behövs]

## Genomförandet
Tre rånare, utklädda till byggnadsarbetare i blått och orange med hjälmar på huvudena, överföll två väktare i en värdetransportbil då den hade kört ned i det underjordiska garaget vid Oxtorgsgatan i Stockholms city för att lämna av sin värdefulla last till Gotabanken.

## Rättegång
Liam Norberg dömdes för rånet som en av huvudmännen och dömdes till fängelse med stark teknisk bevisning. Bland annat hade 16 hårstrån hittats – hälften huvudhår, resten från näsa, ögonbryn och skägg – samt DNA-spår efter saliv i luvorna som rånarna hade använt och som efter rånet hade gömts undan i en trappuppgång. Stockholms tingsrätt dömde Liam Norberg och en av kumpanerna till fängelse i vardera fem år. Den tredje, Dragomir Mrsic, dömdes till fängelse i tre år och sex månader.